# Northrop F-89 Scorpion
Нортроп F-89 «Скорпион» (англ. Northrop F-89 Scorpion) — американский всепогодный перехватчик, разработанный компанией Нортроп в конце 1940-х годов. Известен как первый в мире самолёт, нёсший ракеты «воздух—воздух» с ядерными боеголовками (неуправляемая ракета AIR-2 Genie с боеголовкой мощностью 1,25 кт и дальностью пуска до 10 км). Предназначался для отражения атак советских стратегических бомбардировщиков. Состоял на вооружении ВВС США до конца 1950-х и на вооружении ВВС Национальной гвардии до конца 1960-х годов.

## Вооружение
Первые версии F-89 (модели A-C) имели стандартное пушечное вооружение из шести 20-мм автоматических пушек с боезапасом в 200 снарядов на ствол. Это вооружение, несмотря на хорошие баллистические данные пушек, уже не соответствовало требованиям времени: скорости бомбардировщиков возросли существенно, в результате чего при атаке на догонном курсе перехватчик вынужден был слишком долго оставаться под обстрелом оборонительного вооружения бомбардировщика, а при атаке на встречном курсе - автопушки попросту не успевали за отводимые на атаку секунды выпустить достаточное количество снарядов, чтобы гарантировать хоть одно попадание.
Поэтому, начиная с модели F-89D, пушечное вооружение со «Скорпионов» было демонтировано. Его место заняло неуправляемое автоматическое ракетное вооружение: на законцовках крыльев перехватчика были установлены два массивных цилиндрических пусковых контейнера с 52 неуправляемыми авиационными ракетами Mighty Mouse в каждом. Общий боезапас "ракетной батареи" истребителя составлял 104 ракеты.
Управление ракетным арсеналом истребителя было полуавтоматическим, с помощью системы управления огнём Hughes E-6 включавшей бортовой радар AN/APG-40 и бортовой компьютер AN/APA-84. Пилот выводил перехватчик на встречный курс, после чего компьютер брал цель на сопровождение и на основании данных радара точно определял дистанцию, на которой осуществлялся запуск ракет. Считалось, что плотный барраж из нескольких десятков ракетных снарядов практически исключает вероятность уцелеть для бомбардировщика.
В 1950-х появление управляемых авиационных ракет привело к созданию новой модели истребителя, F-89H. Боезапас НУРС на законцовках крыльев был уменьшен вдвое в пользу размещения под каждым крылом трех управляемых ракет «воздух-воздух» AIM-4 Falcon с полуактивным радиолокационным или инфракрасным наведением (в зависимости от модификации). Полный боезапас истребителя составляли шесть AIM-4 Falcon и 42 НУРС Mighty Mouse. Новая система управления огнём E-9 позволяла эффективно применять бортовой арсенал как во встречных, так и в догонных атаках.
Последней моделью с отличиями по вооружению стал F-89J, рассчитанный на применение атомных авиационных НУРС AIR-2 Genie Обычные блоки НУРС были демонтированы с законоцовок крыльев и заменены топливными баками и массивными подкрыльевыми пилонами для размещения нового мощного оружия. Обычно истребитель нёс две ракеты AIR-2 Genie и еще четыре AIM-4 Falcon брались дополнительно.

## Тактико-технические характеристики

Схема самолёта F-89.

Приведенные характеристики соответствуют модификации F-89D.
Источник данных: Standard Aircraft Characteristics .

Технические характеристики
- Экипаж: 2 (пилот и бортоператор)
- Длина: 16,4 м
- Размах крыла: 18,2 м (с блоками НАР на законцовках)
- Высота: 5,33 м
- Площадь крыла: 60,39 м²
- Стреловидность по передней кромке: 5° 8'
- Коэффициент удлинения крыла: 5,15
- Средняя аэродинамическая хорда: 3,7 м
- Профиль крыла: NACA 0009-64
- Колея шасси: 6,68 м
- Масса пустого: 11 428 кг
- Масса снаряжённого: 13 082 кг
- Нормальная взлётная масса: 19 160 кг
- Максимальная взлётная масса: 21 155 кг
- Максимальная посадочная масса: 17 581 кг
- Масса топлива во внутренних баках: 5224 кг (+ 1769 кг в ПТБ под крылом)
- Объём топливных баков: 6708 л (+ 2270 л в ПТБ под крылом)
- Силовая установка: 2 × ТРДФ Allison J35-A-35
  - Бесфорсажная тяга: 2 × 24,2 кН (2468 кгс) (максимальная)
    - нормальная: 2 × 21,6 кН (2202 кгс)

  - Форсажная тяга: 2 × 32,0 кН (3266 кгс)
  - Длина двигателя: 4,97 м
  - Диаметр двигателя: 0,94 м
  - Сухая масса двигателя: 1293 кг

Лётные характеристики
- Максимальная скорость: 1032 км/ч
- Крейсерская скорость: 713 км/ч
- Скорость сваливания: 219 км/ч (при нормальной взлётной массе)
- Боевой радиус: 615 км
  - с ПТБ под крылом: 950 км
- Перегоночная дальность: 2200 км
- Практический потолок: 14 783 м
- Скороподъёмность: 42,47 м/с
- Время набора высоты:
  - 12192 м за 11,4 мин
  - 15240 м за 29,2 мин
- Нагрузка на крыло: 317 кг/м² (при нормальной взлётной массе)
- Тяговооружённость: 0,26 / 0,34 (на максимале / с форсажем)
- Длина разбега: 1036 м (при нормальной взлётной массе)
- Длина пробега: 828 м
- Максимальная эксплуатационная перегрузка: + 5,67 g

Вооружение
- Неуправляемые ракеты: 104 × 70 мм ракеты FFAR на законцовках